# Берггрюн, Лидия Семёновна
Лидия Семёновна Берггрюн (1908―1990) ― советский учёный, офтальмолог, доктор медицинских наук, профессор Смоленского государственного медицинского института.

## Биография
Лидия Семёновна Берггрюн родилась 1 июля 1908 года в городе Саратове. В 1936 году окончила факультет педиатрии Омского государственного медицинского института, после чего работала врачом-окулистом. Принимала участие в экспедициях по борьбе с инфекционными вспышками трахомы. В годы Великой Отечественной войны работала врачом в тыловых госпиталях.
С 1945 года проживала в Смоленске, где долгие годы проработала на кафедре глазных болезней Смоленского государственного медицинского института. В 1967 году она защитила диссертацию на соискание учёной степени доктора медицинских наук, в 1968 году была утверждена профессором. Одновременно с преподавательской работой активно занималась научно-исследовательской работой в областях строения глаза и лечения глазных болезней. В общей сложности опубликовала 55 научных работ.
Умерла 14 марта 1990 года, похоронена на Братском кладбище Смоленска.

## Семья
Два раза была замужем. Первый муж — Алексей Александрович Берггрюн (погиб при исполнении служебных обязанностей в 1932 году). Второй муж — Михаил Захарович Попов, офтальмолог, доктор медицинских наук, профессор, заслуженный деятель науки РСФСР (1896—1975). Двое детей — Попов Игорь Михайлович, преподаватель, проректор Смоленского государственного института физической культуры; Яснецова (Попова) Нина Михайловна, офтальмолог, профессор Смоленского государственного медицинского института. Зять — фармаколог, доктор медицинских наук, профессор Виктор Сергеевич Яснецов.

## Награды
Была награждена медалями.